# Amblong jezik
Amblong jezik (ISO 639-3: alm), jedan od zapadnih santo jezika šire oceanijske skupine, kojim govori 300 ljudi na jugu otoka Santo u Vanuatuu.
Srodan mu je nešto sjeverniji morouas [mrp] i južniji jezik narango [nrg].

## Vanjske poveznice
- Ethnologue (14th)
- Ethnologue (15th)